# Historia kultury materialnej
Historia kultury materialnej – dziedzina badań historycznych zajmująca się dziejami przedmiotów codziennego użytku i narzędzi ich produkcji. Bliskie związki łączą ją z archeologią, etnografią, historią techniki oraz historią gospodarczą i społeczną.
W Polsce historia kultury materialnej uprawiana była szczególnie intensywnie w dobie Polskiej Rzeczypospolitej Ludowej, kiedy była traktowana jako jedna z polskich specjalności badawczych. W 1953 w Warszawie powstał Instytut Historii Kultury Materialnej Polskiej Akademii Nauk, w tym samym roku rozpoczęto wydawanie czasopisma „Kwartalnik Historii Kultury Materialnej”.